# لشکر نهم زرهی اس‌اس هوهنشتاوفن
لشکر نهم زرهی اس‌اس هوهنشتاوفن (به آلمانی:9. SS-Panzer-Division „Hohenstaufen“) یکی از لشکرهای وابسته به وافن اس‌اس در جنگ جهانی دوم بود.

## فرماندهان
- ویلهلم بیتریش
- توماس مولر
- سیلوستر اشتادلر
- فریدریش ویلهلم بوک
- والتر هارتزر